# Хроники Мэна

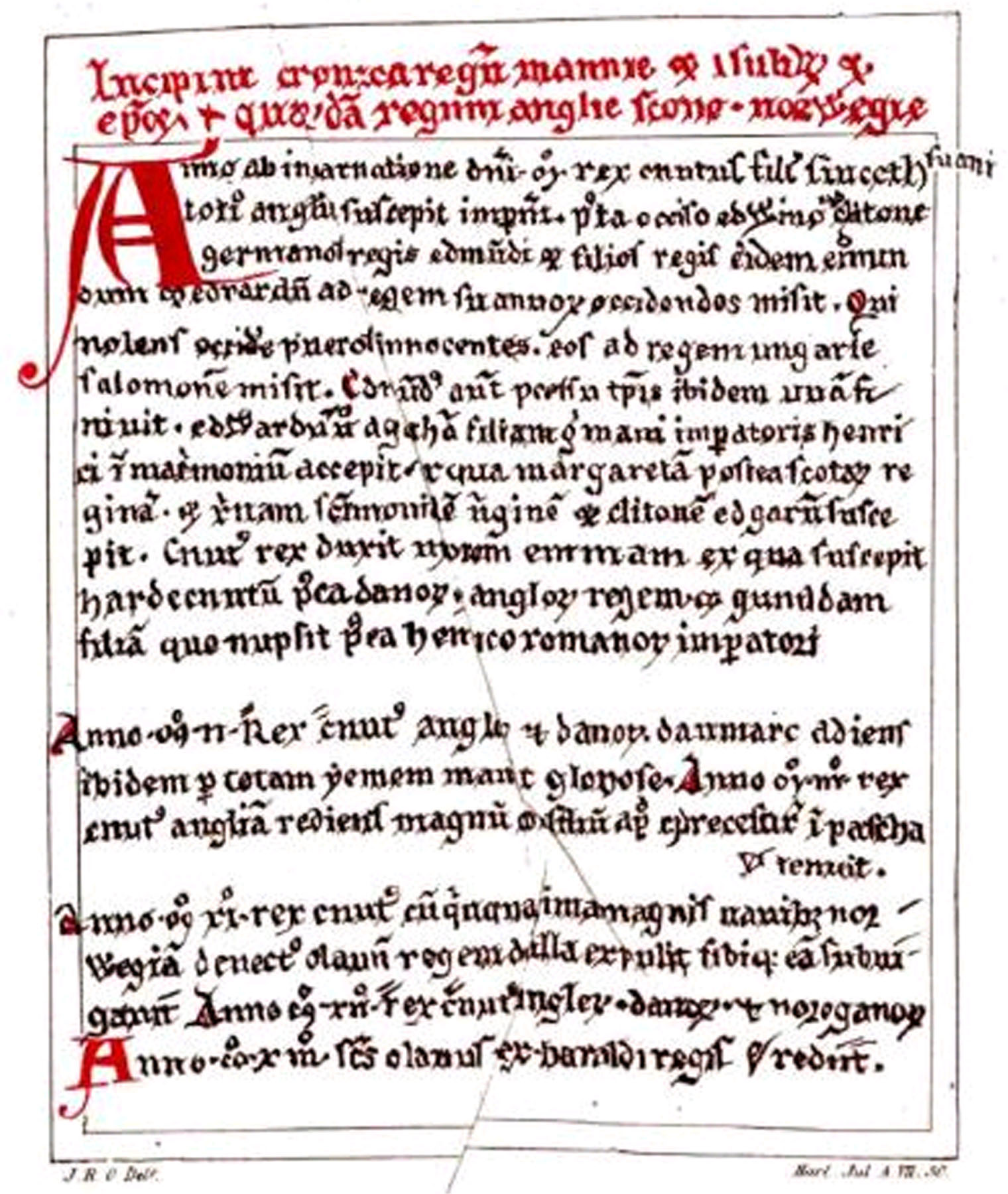
Первая страница «Хроники Мэна».

«Хроника Мэна» или более полное название «Хроника королей Мэна и островов» (лат. Chronica Regum Manniæ et Insularum, англ. Chronicles of the Kings of Mann and the Isles) — средневековый манускрипт, записанный на латинском языке на острове Мэн, и содержащий единственный сохранившийся до наших дней экземпляр погодичной хроники событий Мэна, а также окрестных земель, ориентировочно с 1016 года по конец XIV века, один из важнейших источников по истории острова Мэн.
Считается, что основная часть хроники была записана в 1261 или 1262 году в аббатстве Рашен, во всяком случае почерк первоначального писца кончается записью за 1257 год. Кроме того, датировке помогает тот факт, что хроника содержит приложение в виде списка римских пап, доведённого до папы Урбана IV, правившего с 1261 по 1264 год. Манускрипт записан чернилами на пергаментных листах размером примерно 15 на 20 сантиметров. Предполагается, что хроника была посвящена открытию монастырской Церкви Святой Марии в Рашене. Затем цистерцианские монахи довели анналы до 1316 года. К хронике примыкает «Список епископов», содержащий записи о духовных лидерах епархии Содора и Мэна вплоть до 1376 года. На дальнейшую судьбу рукописи повлияла секуляризация собственности Рашенского аббатства в рамках программы упразднения монастырей, проведённой Генрихом VIII, когда манускрипт начал переходить из рук в руки, пока не попал в 1620 году в коллекцию к антиквару сэру Роберту Коттону, основателю знаменитой «Коттонианской библиотеки», где получил классификационное название Cotton Julius A.VII. В настоящее время рукопись входит в фонд Британской библиотеки и периодически передаётся на временную экспозицию в Мэнский музей.
Общее содержание хроники строится вокруг острова Мэн, как центра королевства Мэна и островов, его правителей и деятелей церкви. Первое событие хроники, относящееся непосредственно к Мэну, это захват острова Годредом Крованом в 1066 году, и в дальнейшем существенную часть повествования занимают деяния потомков Крована — династии правившей островами до 1275 года. Немало места хроника уделяет и самому Рашенскому аббатству, как духовному центру острова.